# Максим Бомон
Макси́м Бомо́н (фр. Maxime Beaumont, нар. 23 квітня 1982, Булонь-сюр-Мер) — французький спортсмен-веслувальник, що спеціалізується на веслярському спринті.

## Участь у міжнародних змаганнях

### Олімпіади
| Олімпіада                       | Дисципліна               | Місце |
| ------------------------------- | ------------------------ | ----- |
| Олімпіада 2012 в Лондоні        | Байдарка-одиночка, 200 м | 4     |
| Олімпіада 2016 в Ріо-де-Жанейро | Байдарка-одиночка, 200 м | 2     |

### Чемпіонати світу з веслярського спринту
| Чемпіонат                         | Дисципліна                                               | Місце            |
| --------------------------------- | -------------------------------------------------------- | ---------------- |
| Чемпіонат світу 2015 в Мілані     | Байдарки-одиночки 200 м Байдарки-двійки 200 м            | 2 4              |
| Чемпіонат світу 2014 в Москві     | Байдарки-одиночки 200 м (естафета) Байдарки-двійки 200 м | 2 3              |
| Чемпіонат світу 2013 в Дуйсбурзі  | Байдарки-двійки 200 м Байдарки-двійки 500 м              | 4 3              |
| Чемпіонат світу 2011 в Сегеді     | Байдарки-одиночки 200 м                                  | 4                |
| Чемпіонат світу 2010 в Познані    | Байдарки-одиночки 1000 м                                 | 8                |
| Чемпіонат світу 2007 в Дуйсбурзі  | Байдарки-четвірки 500 м                                  | 7                |
| Чемпіонат світу 2005 в Загребі    | Байдарки-четвірки 500 м                                  | 9                |
| Чемпіонат світу 2003 в Гейнсвіллі | Байдарки-четвірки 1000 м                                 | Вихід у півфінал |

### Чемпіонати Європи з веслярського спринту
| Олімпіада                                | Дисципліна                                       | Місце            |
| ---------------------------------------- | ------------------------------------------------ | ---------------- |
| Чемпіонат Європи 2014 в Брандебурзі      | Байдарки-двійки 500 м Байдарки-двійки 200 м      | 2 6              |
| Чемпіонат Європи 2013 в Монтемор-о-Вельо | Байдарки-двійки 200 м                            | 3                |
| Чемпіонат Європи 2012 в Загребі          | Байдарки-одиночки 200 м                          | 2                |
| Чемпіонат Європи 2010 в Трасоні          | Байдарки-одиночки 1000 м                         | 7                |
| Чемпіонат Європи 2008 в Мілані           | Байдарки-четвірки 1000 м                         | 8                |
| Чемпіонат Європи 2005 в Пловдиві         | Байдарки-четвірки 1000 м Байдарки-четвірки 500 м | 6 9              |
| Чемпіонат Європи 2004 в Познані          | Байдарки-четвірки 500 м                          | 3                |
| Чемпіонат Європи 2002 в Загребі          | Байдарки-двійки 1000 м                           | Вихід у півфінал |